# 泊松方程
泊松方程（法語：Équation de Poisson）是數學中一個常見於靜電學、機械工程和理論物理的偏微分方程式，因法國數學家、幾何學家及物理學家泊松而得名的。

## 方程的叙述
泊松方程式為
{\displaystyle \Delta \varphi =f}
在這裡{\displaystyle \Delta }代表的是拉普拉斯算子，而{\displaystyle f}和{\displaystyle \varphi }可以是在流形上的實數或複數值的方程式。當流形屬於歐幾里得空間，而拉普拉斯算子通常表示為{\displaystyle {\nabla }^{2}}，因此泊松方程通常寫成
{\displaystyle {\nabla }^{2}\varphi =f}
在三維直角坐標系，可以寫成
{\displaystyle \left({\frac {\partial ^{2}}{\partial x^{2}}}+{\frac {\partial ^{2}}{\partial y^{2}}}+{\frac {\partial ^{2}}{\partial z^{2}}}\right)\varphi (x,y,z)=f(x,y,z).}
如果有{\displaystyle f(x,y,z)}恒等于0，這個方程式就會變成一个齐次方程，这个方程称作“拉普拉斯方程”。
{\displaystyle \Delta \varphi =0.\!}
泊松方程可以用格林函數來求解；如何利用格林函數來解泊松方程可以參考屏蔽泊松方程。現在也发展出很多種數值解，如松弛法（一种迭代法）。

## 数学表达
通常泊松方程式表示为
{\displaystyle -\Delta \varphi =f}
这里{\displaystyle \Delta }代表拉普拉斯算子，{\displaystyle f}为已知函数，而{\displaystyle \varphi }为未知函数。当{\displaystyle f=0}   时，这个方程被称为拉普拉斯方程。
为了解泊松方程我们需要更多的信息，比如狄利克雷边界条件:
{\displaystyle {\begin{cases}-\Delta \varphi =f&{\text{in}}\ \Omega \\\varphi =g&{\text{auf}}\ \partial \Omega \end{cases}}}
其中 {\displaystyle \Omega \subset \mathbb {R} ^{n}} 为有界开集。
这种情况下利用基础函数构建泊松方程的解，拉普拉斯方程的基础函数为:
{\displaystyle \Phi (x)={\begin{cases}-{\dfrac {1}{2\pi }}\ln |x|&n=2\\{\dfrac {1}{n(n-2)\omega _{n}}}{\dfrac {1}{|x|^{n-2}}}&n\geq 3\end{cases}}}
其中{\displaystyle \omega _{n}}为n维欧几里得空间中单位球面的体积，此时可通过卷积{\displaystyle (\Phi *f)}得到 {\displaystyle -\Delta \varphi =f}的解。
为了使方程满足上述边界条件，我们使用格林函数
{\displaystyle G(x,y)=\Phi (y-x)-\phi ^{x}(y)}
{\displaystyle \phi ^{x}} 为一个校正函数，它满足
{\displaystyle {\begin{cases}\Delta \phi ^{x}=0&{\text{in}}\ \Omega \\\phi ^{x}=\Phi (y-x)&{\text{auf}}\ \partial \Omega \end{cases}}}
通常情况下{\displaystyle \phi ^{x}}是依赖于{\displaystyle \Omega }。
通过 {\displaystyle G(x,y)}可以给出上述边界条件的解
{\displaystyle u(x)=-\int _{\partial \Omega }g(y){\frac {\partial G}{\partial \nu }}(x,y)\mathrm {d} \sigma (y)+\int _{\Omega }f(y)G(x,y)\mathrm {d} y}
其中{\displaystyle \sigma } 表示{\displaystyle \partial \Omega }上的曲面测度。
此方程的解也可通过变分法得到。

## 靜電學
在靜電學很容易遇到泊松方程。對於給定的f找出φ是一個很實際的問題，因為我們經常遇到給定電荷密度然後找出電位的問題。在國際單位制（SI）中：
{\displaystyle {\nabla }^{2}\Phi =-{\rho  \over \epsilon _{0}}}
此{\displaystyle \Phi \!}代表電勢（單位為伏特），{\displaystyle \rho \!}是體電荷密度（單位為庫侖/立方公尺），而{\displaystyle \epsilon _{0}\!}是真空電容率（單位為法拉/公尺）。
如果空間中有某區域沒有帶電粒子，則
{\displaystyle \rho =0,\,}
此方程式就變成拉普拉斯方程：
{\displaystyle {\nabla }^{2}\Phi =0.}

### 高斯電荷分佈的電場
如果有一個三維球對稱的高斯分佈電荷密度
{\displaystyle \rho (r)}：
{\displaystyle \rho (r)={\frac {Q}{\sigma ^{3}{\sqrt {2\pi }}^{3}}}\,e^{-r^{2}/(2\sigma ^{2})},}
此處，Q代表總電荷
此泊松方程式：{\displaystyle {\nabla }^{2}\Phi =-{\rho  \over \epsilon _{0}}}
的解Φ(r)則為
{\displaystyle \Phi (r)={1 \over 4\pi \epsilon _{0}}{\frac {Q}{r}}\,{\mbox{erf}}\left({\frac {r}{{\sqrt {2}}\sigma }}\right)}
erf(x)代表的是误差函数.
注意：如果r遠大於σ，erf(x)趨近於1，而電場Φ(r)趨近點電荷電場
{\displaystyle {1 \over 4\pi \epsilon _{0}}{Q \over r}}；正如我們所預期的。

## 參閱
- 离散泊松方程（英语：Discrete Poisson equation）
- 泊松-玻尔兹曼方程
- 泊松方程的唯一性定理（英语：Uniqueness theorem for Poisson's equation）

### 引用
1. ↑  Jackson, Julia A.; Mehl, James P.; Neuendorf, Klaus K. E. (编), , American Geological Institute, Springer: 503, 2005  [2015-05-30], ISBN 9780922152766, （原始内容存档于2020-11-20）.